# Estación de White River
White River es una estación protegida ubicada en el corazón de White River. Esta estación es el término occidental del tren Sudbury-White River de Via Rail y aproximadamente a medio camino entre Sudbury y Thunder Bay.
La estación original fue construida por Canadian Pacific Railway en 1886 y ampliada en 1907.